# Micromysticetus
Il micromisticeto (gen. Micromysticetus) è un cetaceo estinto, appartenente ai misticeti. Visse nell'Oligocene medio – superiore (circa 30 – 23 milioni di anni fa) e I suoi resti fossili sono stati ritrovati in Europa e in Nordamerica.

## Descrizione
Questo animale doveva assomigliare a una balena, ma le dimensioni erano ridottissime e l'animale intero era lungo solo pochi metri. Il cranio era dotato di uno scudo occipitale a forma di largo triangolo equilatero; rispetto ad altre forme simili come Cetotheriopsis, la cresta mediana lungo lo scudo occipitale era meno prominente, e la fossa squamosale era più corta, bassa e interrotta da una protuberanza (la prominenza squamosale) che si estendeva dal margine posteriore della fossa. Il processo zigomatico dell'osso squamoso era allungato, profondo e arcuato.

## Classificazione
I primi fossili di questo animale vennero descritti da Rothausen nel 1971, e furono attribuiti a una nuova specie di un genere di misticeti già noti, Cetotheriopsis (C. tobieni). I fossili vennero ritrovati in Germania, nei pressi di Düsseldorf in Vestfalia. Nel 2002, uno studio di Sanders e Barnes portò alla conclusione che questi resti appartenevano in realtà a un genere distinto, che venne denominato Micromysticetus. A questo genere i due studiosi ascrissero anche una specie nordamericana proveniente dalla Carolina del Sud, M. rothauseni.
Micromysticetus è un rappresentante dei cetoteriopsidi, un gruppo di misticeti arcaici di piccole dimensioni, di cui fa parte anche Cetotheriopsis.